# Piero di Lorenzo de’ Medici

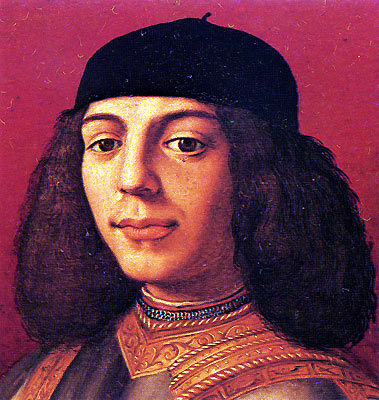
Piero de’ Medici, Posthumes Gemälde von Agnolo Bronzino

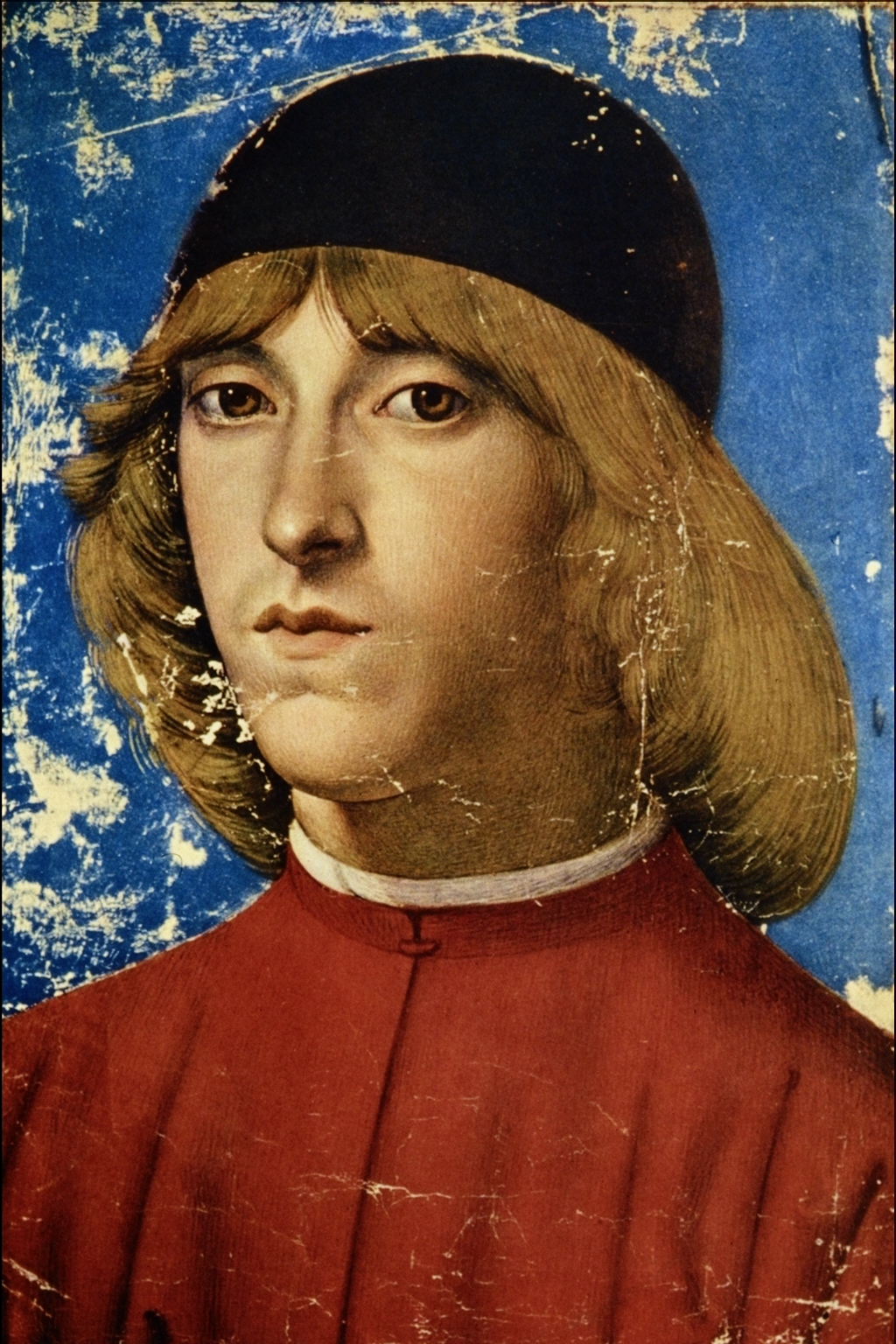
Gherardo di Giovanni del Fora: Porträt als Buchmalerei in Pieros Widmungsexemplar einer Inkunabel der Werke Homers (Florenz, 1488). Neapel, Biblioteca Nazionale di Napoli, S.Q. XXIII K 22, fol. IIv

Piero di Lorenzo de’ Medici (genannt il Fatuo oder lo Sfortunato („der Unglückliche“); * 15. Februar 1472 in Florenz; † 28. oder 29. Dezember 1503 bei Gaeta) war der älteste Sohn Lorenzos des Prächtigen und regierte als dessen Nachfolger von 1492 bis 1494 Florenz. Sein Beiname bezieht sich auf sein politisches Scheitern, das der Herrschaft des Dominikaners Girolamo Savonarola den Weg ebnete.

## Leben
Obwohl Lorenzo der Prächtige de jure kein Fürst, sondern nur ein einfacher Bürger der Stadt Florenz war, erkannte der Rat der Siebzig, das von seiner Anhängerschaft geschaffene wichtigste Regierungsorgan der Stadt, die faktische Herrschaft der Medici an und ebnete nach Lorenzos Tod dessen Sohn Piero den Weg zur Macht. Dieser wurde unter Verletzung des regulären Mindestalters zum Accoppiatore ernannt und erhielt damit eine Schlüsselrolle bei der Besetzung von Staatsämtern.
Piero de’ Medici war vielseitig interessiert. Er befasste sich mit Dichtung, sammelte wertvolle Handschriften und kümmerte sich erfolgreich um den Wiederaufstieg der darniederliegenden Medici-Bank. Politischer Sachverstand zählte dagegen nicht zu seinen Stärken. So zeigte er sich zwischen 1492 und 1494, als Karl VIII. von Frankreich einen Krieg gegen Neapel anbahnte, in seiner dynastischen Beziehung zu den Orsini gefangen. Über sie wurde er an Neapel gebunden, während er gegen die Franzosen stand und gegen den bedrängten Mailänder Regenten Ludovico Sforza, der sie ins Land rief.
Piero wollte nun Schadensbegrenzung betreiben und lieferte Karl eigenmächtig die wichtigsten florentinischen Festungen und die Häfen Pisa und Livorno aus, um die eigene Herrschaft zu retten. Diese Maßnahmen wurden von den Großen der Stadt missbilligt. Der von mehreren bewaffneten Männern begleitete Auftritt Pieros vor der Signoria, bei dem er seine misslungene Rettungsaktion rechtfertigen wollte, brachte schließlich das Fass zum Überlaufen.
Eine wütende Volksmenge plünderte den Medici-Palast, Pieros Brüder Giovanni (der spätere Papst Leo X.) und Giuliano sowie sein Cousin Giulio (der spätere Clemens VII.) flohen nach Bologna. Auch Piero selbst musste am 9. November 1494 die Stadt verlassen und begab sich vorerst nach Venedig. Eine fast achtzehnjährige Exilzeit der Medici sollte folgen. Pieros Fehler bei Rückkehrversuchen war stets, dass er sich mit auswärtigen Feinden der Republik verbündete, etwa mit Cesare Borgia, so dass er die Geschlossenheit der Florentiner förderte und sich erst recht verhasst machte. Daneben duldete der französische König Ludwig XII. keine Rückführung, weil er Florenz sicher in seine Klientel im Kampf um Italien zwischen Nord und Süd einbinden wollte. Die Florentiner waren von Ludwigs Gunst abhängig.
Auf die Medici wurden Kopfgelder ausgesetzt, 4000 Florin auf Piero und 2000 auf seinen Bruder Giovanni. Ihre im Palazzo Medici aufbewahrten Kunstschätze, darunter viele wertvolle Handschriften, wurden teils zerstört, teils entwendet, nur ein Bruchteil davon konnte Ende 1495 nach Rom gerettet werden.
Der unglückliche Piero erlebte die Rückkehr seiner Familie an die Macht nicht mehr. Er kämpfte in Süditalien für Frankreich gegen die Spanier. Nachdem die französischen Truppen im Dezember 1503 in der Schlacht am Garigliano eine Niederlage erlitten hatten, wollte Piero auf die Südseite des Flusses Garigliano flüchten und dabei auch einige wertvolle Geschütze in Sicherheit bringen. Er belud die Barke, auf der er mit seinen Leuten den Fluss überqueren wollte, mit vier Kanonen. Das Boot kenterte aufgrund des Übergewichts und heftigen Gegenwinds, worauf Piero ertrank. Seine Leiche wurde wenige Tage später bei Gaeta in der Mündung des Garigliano aufgefunden. Er wurde in der Abteikirche von Montecassino, wo sein Bruder Giovanni Abt war, auf der linken Seite hinter dem Altar im Chor beigesetzt. Sein dortiges Grabmal wurde erst von seinem Cousin, Papst Clemens VII., nach 1530 bei Antonio da Sangallo und Francesco da Sangallo in Auftrag gegeben und 1539 vollendet.

## Ehe und Nachkommen
Piero heiratete 1488 Alfonsina Orsini, die Tochter Roberto Orsinis, des Grafen von Tagliacozzo, und Caterina Sanseverinos. Zwei Kinder des Paares erreichten das Erwachsenenalter: Lorenzo di Piero de’ Medici (1492–1519), Herzog von Urbino und Vater der französischen Königin Caterina de’ Medici, und Clarice de’ Medici (1493–1528), Ehefrau Filippo Strozzis des Jüngeren.